# Thomasschule
La Thomasschule o Escola de Tomàs, en llatí Schola Thomana és un institut d'ensenyament secundari amb una tradició d'ensenyament musical que remunta cap a l'any 1212.
Va ser creada a l'inici del segle xiii per formar els cantants de l'escolania del monestir de Sant Tomàs de l'Orde de canonges regulars de Leipzig. Amb l'arribada del protestantisme el monestirs van ser abolits i l'ajuntament de Leipzig es va carregar de la formació dels joves músics i escolans. El monestir agustinià va ser enderrocat i des del 1553 es va construir un edifici nou. Hom la considera com l'escola pública més antiga d'Alemanya. El 2013 va celebrar el seu vuitè centenari. Tot i ser una escola secundària coneguda per la formació musical, on els escolans del Thomanerchor reben la seva formació general, des de la reforma va oferir una educació humanista ample que combina ciències, matemàtica, llengües i música. Tots els mes o menys noranta cantants del Thomanerchor hi estudien de nou a divuit anys, però formen una minoria en els mes de sis cents estudiants de l'institut.
Entre els seus directors, anomenats Thomaskantor, hi ha, entre molts altres músics coneguts, Johann Sebastian Bach.
Amb la coral el [Thomanerchor] i l'Església de Tomàs el 2002 han creat el forum thomanum, un campus d'ensenyament i de formació professional amb capacitat de fins a 1200 nens i joves, per sensibilitzar-los de manera lúdica a la música clàssica. Conté l'escola, un llar d'infants, una escola primària, l'internat dels escolans anomenat Alumnat, una acadèmia i la Vil·la Thomana.